# みほちゃん先生
みほちゃん先生（みほちゃんせんせい）は、動画共有サイト「ニコニコ動画」のサービスの一つ「ニコニコアニメチャンネル」で広報の仕事をしている女性。本名、生年月日、出身地などは公表されていない。

## 人物
主に2頭身キャラクター化されたみほちゃん先生が、ニコニコ動画内での時報や、『ペンギン娘♥はぁと』などで、アニメーションとして動く形で登場して、そのキャラをみほちゃん先生自身が声優をする形で宣伝活動をしている。
このため、実物を知らずにキャラクターとしてだけの「みほちゃん先生」を知った人が、「誰か声優さんが演じているマスコットキャラクター」だと思い込んでしまうことが多々起こっている。
しかし近江知永の「す」!や、「ペンギン娘らじぉ」等に「みほちゃん先生」自身が顔を一部隠す形でパーソナリティーや宣伝活動等で登場しているので、彼女は現実に存在している人間である。
最近では、ニコニコ生放送で、アニメーション関係の生放送で運営コメントを担当している。